# Макроскопічний масштаб
Макроскопі́чний масштаб — категорія, яка вживається у фізиці для опису систем, які складаються з великого числа часток і мають розміри, що набагато перевищують розміри атомів.
Макроскопічні фізичні системи характеризуються усередненими величинами. Макроскопічні фізичні величини часто не мають мікроскопічних аналогів: наприклад, сила тертя, тиск, теплота. На макроскопічному рівні рівняння фізики втрачають зворотність.
Протилежний термін — мікроскопічний. Для систем проміжного розміру й складності вживається термін мезоскопічний.
Через відмінність між макроскопічним та мікроскопічним, класична та квантова механіка є теоріями, які певним способом відрізняються. На перший погляд, можна подумати, що вони відрізняються просто розміром об’єктів, які вони описують; класичні об’єкти вважаються набагато більшими за масою та геометричними розмірами, ніж квантові об’єкти, наприклад, футбольний м’яч проти дрібної частинки пилу. Більш уважний підхід розрізняє класичну та квантову механіку на основі того, що класична механіка не в змозі визначити, що матерія та енергія не можуть бути розділені на нескінченно малі частки, так, що в кінцевому підсумку тонкий поділ виявляє непереборні гранулярні особливості. Критерій тонкості полягає в тому, чи описані взаємодії в термінах сталої Планка. Грубо кажучи, класична механіка розглядає в математично ідеалізованих термінах навіть такі дрібні частинки, як геометричні точки без величини, які все ще мають свою кінцеву масу. Класична механіка також розглядає математично ідеалізовані матеріали як геометрично безперервні. Такі ідеалізації корисні для більшості повсякденних обчислень, але можуть бути повністю невдалими для молекул, атомів, фотонів та інших елементарних частинок. Багато в чому класичну механіку можна вважати в основному макроскопічною теорією. У значно меншому масштабі атомів і молекул класична механіка може виявитися невдалою, і тоді взаємодії частинок описуються квантовою механікою.